# La esencia de la decisión
La esencia de la decisión es un libro de análisis del politólogo estadounidense Graham T. Allison, sobre la crisis de los misiles en Cuba en 1962. 

## Reseña
«La esencia de la decisión: análisis explicativo de la crisis de los misiles en Cuba».
Allison usó esta crisis como caso de estudio acerca de la toma de decisiones por parte de organizaciones gubernamentales. El libro fue el estudio fundacional de la Escuela de Gobierno John F. Kennedy (John F. Kennedy School of Government), de la Universidad de Harvard y revolucionó el campo de las relaciones internacionales.
Allison publicó el libro en 1971. En 1999, al haber nuevos materiales disponibles (incluyendo grabaciones del gobierno estadounidense), reescribió el libro junto con Philip Zelikow.
El título se basa en un discurso del John F. Kennedy, en que dijo:

«La esencia de la decisión final permanece impenetrable para el observador, a menudo, incluso para el que la ha tomado.»

## Temores
Allison consideraba la politología y el estudio de las litología y el estudio de las relaciones internacionales saturados con la teoría de las expectativas racionales, heredada de las ciencias económicas. Aplicando este análisis a las acciones de los estados se asumiría que las naciones consideran en cada caso todas las opciones y actúan racionalmente para maximizar su ”utilidad”.
Allison atribuía estos puntos de vista al predominio de economistas como Milton Friedman, estadistas como Robert McNamara y Henry Kissinger, disciplinas como la teoría de juegos y organizaciones como el think tank RAND Corporation. Sin embargo, según sus propias palabras:

«Debe tenerse en cuenta que un analista imaginativo puede construir una explicación de cualquier acción o grupo de acciones que maximice la utilidad de las mismas»

Es decir, este modelo (que Allison denomina el “modelo de los agentes racionales”) violaría la ley de la falsabilidad. Además, Allison señala que los analistas “racionales” deben ignorar muchos hecho para que sus análisis encajen en sus modelos.
Como respuesta, Allison construyó tres métodos por los que los analistas podrían examinar los acontecimientos: el “modelo de los agentes racionales”, el del “comportamiento de las organizaciones” y el de la “política gubernamental”.
Para ilustrarlos, y tomando el caso de la crisis de los misiles, les somete las siguientes tres preguntas:
1. “¿Por qué decidió la Unión Soviética desplegar misiles en Cuba?”
2. “¿Por qué los Estados Unidos reaccionaron al despliegue con un bloqueo naval?”
3. “¿Por qué la Unión Soviética retiró los misiles?”

## Modelo de los “agentes racionales”
El origen de este modelo se ha explicado ya. Básicamente supone que:
- Los gobiernos son los agentes primarios
- Cada gobierno examina un conjunto de objetivos, los evalúa según su utilidad y escoge aquel que le da mayores “beneficios”.

Siguiendo esta teoría Allison explica la crisis del siguiente modo:
1. En 1961 Kennedy reveló que, a pesar de sus manifestaciones públicas, la Unión Soviética tenía muchos menos misiles intercontinentales balísticos de los que pretendía. En respuesta Nikita Jruschov ordenó la instalación de armas nucleares de menor alcance en Cuba. Con esta maniobra los soviéticos tendrían a tiro objetivos en Estados Unidos y reducirían su desventaja en este aspecto de la Guerra Fría. Consideraron, teniendo en cuenta el precedente de la invasión de Bahía de Cochinos, que los americanos no darían una respuesta enérgica.
2. Kennedy y sus asesores evaluaron una serie de opciones, desde no hacer nada a invadir Cuba. Se eligió un bloqueo naval de Cuba porque no necesariamente desencadenaría una guerra y porque dejaba el siguiente movimiento en manos de los soviéticos.
3. Dado que en caso de emprender una guerra nuclear estaba asegurada la destrucción de ambos beligerantes (véase estrategia de las armas nucleares), los soviéticos no tuvieron más opción que ceder y retirar sus armas de Cuba.

## El modelo comportamiento de las organizaciones
Allison señaló que había muchos hechos que el modelo “racional” debía ignorar, como por qué los soviéticos no camuflaron las instalaciones en que iban a emplazar sus armas durante la fase de construcción, y sólo lo hicieron después de que los aviones U-2 norteamericanos los hubiesen localizado.
Citó trabajos de James G. March y Herbert A. Simon, que argumentan que la burocracia existente limita las posibilidades de actuación de un estado y a menudo dicta el resultado final. Y propuso los siguientes postulados de este modelo:
- Ante una crisis, los líderes de gobierno no la consideran en su conjunto, sino que la dividen en partes que asignan a partes de la organización ya existentes.
- A causa de las limitaciones de tiempo y recursos, más que evaluar todas las posibles líneas de acción para determinar cuál puede dar mejor resultado, los líderes se confiarían a la primera propuesta adecuada (“satisfactoria”, según la expresión de Simon).
- Los líderes tienden a adoptar soluciones que limiten la incertidumbre en el corto plazo.
- En sus actuaciones, las organizaciones siguen un repertorio de procedimientos establecidos.
- En una organización grande, planificar y poner en marcha nuevas actuaciones requiere mucho tiempo y recursos. Por eso, en la práctica, ante una crisis los líderes están limitados a seguir planes prexistentes.

Siguiendo este modelo la crisis de los misiles se explicaría como sigue:
1. Los soviéticos nunca habían instalado bases de misiles nucleares fuera de su territorio, por lo que asignaron las tareas necesarias a departamentos existentes, que aplicaron sus propios procedimientos. Pero éstos no estaban adaptados a las condiciones cubanas, por lo que se cometieron errores que permitieron a los norteamericanos descubrir fácilmente la existencia del programa. Por ejemplo, tropas soviéticas supuestamente camufladas, decoraron sus acuartelamientos con estrellas del ejército rojo visibles desde el cielo.
2. Kennedy y sus consejeros nunca consideraron otras opciones aparte de un bloqueo naval o ataques aéreos. Las opiniones en el gobierno eran casi unánimemente favorables a los ataques. Pero esta solución creaba una gran incertidumbre porque las Fuerzas Aéreas de los Estados Unidos no podían garantizar que inutilizarían todos los misiles. Además, mientras que Kennedy deseaba una operación “quirúrgica” que destruyese los misiles sin causar daños más amplios, los planes de las Fuerzas Aéreas existentes hasta entonces contemplaban unos bombardeos masivos que hubieran causado más daños colaterales de los deseados. Por su parte, la Armada de los Estados Unidos ya tenía desplegada una fuerza considerable en la zona por haber un plan prexistente de bloqueo. Dado que además Kennedy podía comunicarse directamente con los capitanes de la flota, se consideró el bloqueo la única opción segura.
3. Los soviéticos carecían de un plan en caso de que los estadounidenses tomasen medidas contundentes contra sus misiles. Sin un plan, tuvieron que retirarse.